# Nino Baziaschwili
Nino Baziaschwili (georgisch ნინო ბაციაშვილი, FIDE-Schreibweise Nino Batsiashvili; * 1. Januar 1987 in Batumi) ist eine georgische Schachspielerin. Seit 2018 trägt sie den Titel Großmeister im Schach. Baziaschwili ist viermalige georgische Meisterin der Frauen.

## Karriere
Die von der FIDE eingeführten Titel für Frauen konnte Baziaschwili in den 2000er Jahren erringen. 2004 wurde sie Internationale Meisterin der Frauen (WIM), 2008 auch Großmeisterin der Frauen (WGM). Den allgemeinen Titel Internationaler Meister hat sie im Jahr 2013 erhalten, nachdem sie die Normen dafür bereits in den vorherigen Jahren erzielt hatte.
Für Aufsehen sorgte sie beim Qatar Masters Open 2015, als sie in der ersten Runde ein Remis gegen den späteren Sieger Magnus Carlsen halten konnte.
Ihre erste Großmeister-Norm erzielte Baziaschwili Ende 2016 mit einem zweiten Platz beim FIDE Womens Grand Prix im russischen Chanty-Mansijsk. Im September 2017 auf der Isle of Man und beim Gibraltar Chess Festival im Januar 2018 erzielte sie die weiteren Normen. Die Elo-Zahl von 2500 hatte sie bereits im August 2015 erreicht, somit ernannte die FIDE sie im April 2018 zur Schachgroßmeisterin.
Die georgische Einzelmeisterschaft der Frauen gewann Baziaschwili erstmals 2015. Danach siegte sie in den Jahren 2018, 2020 und zuletzt 2022 erneut. Bei den Schacheuropameisterschaften der Frauen erreichte sie ihre beste Platzierung 2015 mit einem zweiten Platz.
Sowohl bei der Schachweltmeisterschaft 2017 als auch der Schachweltmeisterschaft 2018, die im K.-o.-Modus ausgetragen wurden, erreichte Bazischwili die zweite Runde. Beim Schach-Weltpokal der Frauen 2021 schaffte sie es bis in das Achtelfinale. Auch beim Schach-Weltpokal der Frauen 2023 schied sie erst im Achtelfinale aus.
Bei den Schacholympiaden der Frauen wurde sie 2012 in Istanbul erstmals in das georgische Team berufen und absolvierte als Reservebrett acht Partien. In Tromsø 2014 war sie ebenfalls als Reservebrett an acht Partien des viertplatzierten Teams beteiligt. In Baku 2016 spielte sie zehn Partien am vierten Brett; in ihrer Geburtsstadt bei Batumi 2018 gewann Georgien mit ihr am dritten Brett Bronze. In Chennai 2022 war sie bei ihrer inzwischen fünften Olympiade zum zweiten Brett aufgestiegen und verhalf ihrem Team in 10 Partien zum zweiten Platz. Für ihre Einzelleistung erhielt sie eine Goldmedaille. Auch in Budapest 2024 gehörte sie zum georgischen Team und absolvierte zehn Partien als drittes Brett.
Ihre höchste Elo-Zahl erreichte Baziaschwili im März 2018. In der damaligen FIDE-Weltrangliste belegte sie den neunten Platz unter den Frauen.

## Verein
In der deutschen Frauenbundesliga ist Baziaschwili seit 2018 für den SK Schwäbisch Hall aktiv.